# Esthetische schade
Met de esthetische schade wordt in het Belgisch aansprakelijkheidsrecht het psychisch en moreel nadeel bedoeld dat een slachtoffer ondergaat omdat hij of zij minder aantrekkelijk overkomt ten gevolge van littekens, amputaties, prothesen, verminkingen en dergelijke. Het is het geheel van de morele nadelen als gevolg van de ontsieringen van het lichaam, zoals een litteken, huidverkleuring, amputatie van een ledemaat, misvorming, hinkende gang, enz. Door de esthetische schade ontstaat een gevoel van minderwaarde en schaamte bij het slachtoffer, dat hiervoor recht heeft op een bijzondere, bijkomende vergoeding.

## Recht op vergoeding van de noodzakelijke en nuttige therapieën
Indien therapie de esthetische schade kan verhelpen moeten de daartoe noodzakelijke ingrepen vergoed worden. De kosten van plastische chirurgie moeten vergoed worden.
Vaak is er discussie omdat het slachtoffer het aantal medische behandelingen na het ongeval beu is. De vraag stelt zich dus of het slachtoffer kan weigeren een operatie te ondergaan die aanzienlijke verbetering met zich zou kunnen meebrengen. Het slachtoffer kan deze ingreep zeker weigeren. Alleen zal het verslag van de medisch expert van de rechtbank aan geven in welke mate er verbetering mogelijk is. Als het slachtoffer de ingreep weigert zal de rechtbank de esthetische schade berekenen alsof de ingreep zou gebeurd zijn. De rechtbank kan dit omdat het slachtoffer de plicht heeft de schade indien mogelijk te beperken (schadebeperkingsplicht).

## Esthetische schade als morele schade
Maar soms is de toestand van het slachtoffer niet (meer) te verbeteren. Dan moet er een morele schadevergoeding worden vastgesteld. De graad van de ontsiering wordt dan door de geneesheer-expert vastgelegd aan de hand van de zevendelige schaal van Julin: 1 miniem, 2 zeer licht, 3 licht, 4 middelmatig, 5 ernstig, 6 zeer ernstig, 7 afstotend. De schaal van Julin geeft uiteraard maar een persoonlijke en dus arbitraire schatting van de expert weer; meestal is het aangewezen dat het slachtoffer de ontsieringen visueel laat vaststellen door de rechter, hoewel in vele gevallen foto’s van de esthetische schade kunnen volstaan. De expert zal in ieder geval in zijn verslag de aangetroffen verminkingen en/of littekens beschrijven. De laatste tijd worden er ook foto's aan de verlsagen toegevoegd hetgeen met de digitale camera's aanzienlijk gemakkelijker is geworden.
Bij de begroting van de vergoeding voor deze esthetische schade wordt bovendien rekening gehouden:
- met de plaats van de ontsiering: hoe zichtbaarder hoe hoger de vergoeding (litteken in uw gezicht of op uw billen ?) –,

- met het geslacht van het slachtoffer (een vrouw bekomt een hogere vergoeding dan een man),

- met de leeftijd, en

- met het sociale leven, dus de activiteiten, van het slachtoffer (veel onder de mensen of niet?).

In de indicatieve tabel (zie externe links) zal men een zeer gedetailleerde tabel aantreffen betreffende de vergoeding van de esthetische schade als morele schade.

## Esthetische schade tevens materiële schade
Soms kan de esthetische schade ook leiden tot het geheel of gedeeltelijk niet kunnen uitvoeren van de normale bezigheden. Men moet maar denken aan een mannequin (om maar een extreem voorbeeld te nemen) die door een verminking van het gelaat werkloos wordt. Deze schade valt dan normaliter onder de materiële schade.